# Real Sociedad (hockey sur glace)
Pour la section football, voir Real Sociedad.
Le club de hockey sur glace de la Real Sociedad est une branche du club omnisports de Saint Sébastien, la Real Sociedad de Fútbol, plus connu par sa section football.
Il est l'un des six membres fondateurs de la Superliga Española, le championnat d'Espagne de hockey sur glace. Après des débuts où le club remporte les trois premiers titres de l'histoire, ainsi que les trois premières coupes d'Espagne, la Real Sociedad est détrônée par le club de Saint Sébastien, le CH Txuri Urdin.
Après cette défaite, le club décide de dissoudre son équipe senior pour se consacrer au hockey mineur, mais très vite, la direction du club supprime la section hockey.

## Palmarès
- Championnat d'Espagne (4)
  - 1972, 1973, 1974, 1975.
- Copa del Rey (3)
  - 1973, 1974, 1975.

## Historique
| Saison    | Championnat | Coupe d'Espagne | Coupe d'Europe |
| --------- | ----------- | --------------- | -------------- |
| 1972-1973 | Champion    | Vainqueur       | -              |
| 1973-1974 | Champion    | Vainqueur       | -              |
| 1974-1975 | Champion    | Vainqueur       | -              |
| 1975-1976 | 5e          | ?               | -              |